# María Albertina Barbosa Espinoza
María Albertina Barbosa Espinoza (Canatlán, Durango, 8 de abril de 1942) es una política mexicana, miembro del Partido Revolucionario Institucional (PRI). Fue en dos ocasiones diputada federal.

## Biografía
Egresada de la Escuela Normal Básica de Durango, ejerció como maestra de educación primaria de 1961 a 1964 y como maestra en la Escuela Normal de 1975 a 1980.
En 1979 fue elegida diputada suplente por el Distrito 5 de Durango a la LI Legislatura siendo diputado propietario Gonzalo Salas Rodríguez y sin haber llegado nunca a ocupar la titularidad. Paralelamente, en el Centro de Educación Política del PRI en Durango, fue subdirectora de 1979 a 1980 y directora de 1980 a 1981; y en la Asociación Nacional Femenil Revolucionaria (ANFER) en Durango fue secretaria de Educación de 1979 a 1980 y secretaria general en Durango de 1981 a 1991.
Fue elegida diputada en propiedad a la siguiente Legislatura, la LII, por el Distrito 3 de Durango de 1982 a 1985 y en que fue integrante de la comisión de Asentamientos Humanos; y, por segunda ocasión en 1988 por el Distrito 4 de Durango a la LIV Legislatura hasta 1991 y en la que fue integrante de la comisión de Relaciones Exteriores.